# Chen Weixing
Chen Weixing (陈卫星, Binnen-Mongolië, 27 april 1972) is een in China geboren Oostenrijkse tafeltennisser. Hij werd samen met Jevgeni Stjetenin in 2003 Europees kampioen dubbelspel en was zowel dat jaar als in 2005 verliezend finalist in het gemengd dubbelspel samen met Viktoryja Pawlovitsj. Weixing nam van maart tot en met november 2006 de negende plaats in op de ITTF-wereldranglijst, zijn hoogste positie ooit.

## Carrière
Weixing is sinds 1996 namens Oostenrijk actief op de ITTF Pro Tour. Daarop won hij in 2006 het Chili Open dubbelspeltoernooi, nadat hij in dezelfde discipline eerder vijf keer verliezend finalist was op verschillende internationale Opens. Op het Taipei Open 2005 was hij het dichtst bij individueel succes, toen hij tweede werd.
Weixing komt in clubverband uit voor het Oostenrijkse SVS Niederösterreich, waarmee hij in het seizoen 2007/08 de European Champions League won. Hij speelde eerder voor onder meer het Duitse TTG RS Hoengen, waarmee hij in 1999/00 de ETTU Cup won.
De Oostenrijkse Chinees vertegenwoordigende zijn land op de enkelspeltoernooien van de Olympische Zomerspelen 2004 en de Olympische Zomerspelen 2008. Hij plaatste zich in 2003, 2004, 2005 en 2006 voor de Grand Finals van de ITTF Pro Tour. Tevens nam hij deel aan de wereldkampioenschappen tafeltennis van 2001, 2003, 2004, 2005, 2006, 2007 en 2008. Weixing werd met het Oostenrijkse nationale team derde op de World Team Cup van 2007.